# Germain Morin
Germain Morin (Batizado em 15 de janeiro de 1642, em Quebec - Falecido em Hôtel-Dieu, Quebec, em 20 de agosto de 1702), foi o primeiro canadense a ser ordenado padre, durante o período da Nova França. Foi secretário do bispado de Quebec e pároco. 
Filho de Noël Morin, que consertava rodas, e de Hélène Desportes, viúva de Guillaume Hébert.
Registros apontam que Germain Morin esteve no Colégio Jesuíta em 15 de novembro de 1659. Ele foi um dos quatro alunos sustentados pela paróquia de Quebec. Cantava em coral. 
Apesar de jovem, recebeu as ordens menores (tonsura), de Bispo Laval, em 2 de dezembro de 1659. A primeira cerimônia deste tipo realizada no Canadá. Depois que recebeu o sub-diaconato em 6 de agosto de 1662, Morin continuou a viver com os jesuítas, servindo  como sacristão na paróquia. Quando atingiu idade suficiente, Bispo Laval conferiu o diaconato a ele, em 21 de março de 1665; depois o presbiterado, em 19 de setembro daquele mesmo ano. 
Desde o momento de sua entrada no estado eclesiástico, em 1659, foi secretário do bispado. A partir de 20 de outubro de 1663 passou a ser secretário oficial da diocese. Nessa função, foi responsável por manter os registos oficiais, e por registrar e rubricar as cartas pastorais dos bispos. Continuando a manter esses escritórios, pelo menos, até 1665. 
Até 1670 não se conhece que ele tenha tido outro ministério além de ser vigário na catedral. Depois, serviu às paróquias de Champlain, Neuville (Pointe-aux-Trembles), Repentigny, Saint-Joseph de la Pointe-de-Lévy, Sainte-Anne de Beaupré, e Saint-Michel. 
Ele foi recompensado por essa vida missionária sendo nomeado um cônego em 20 de setembro de 1697. 